# Casino de Póvoa de Varzim

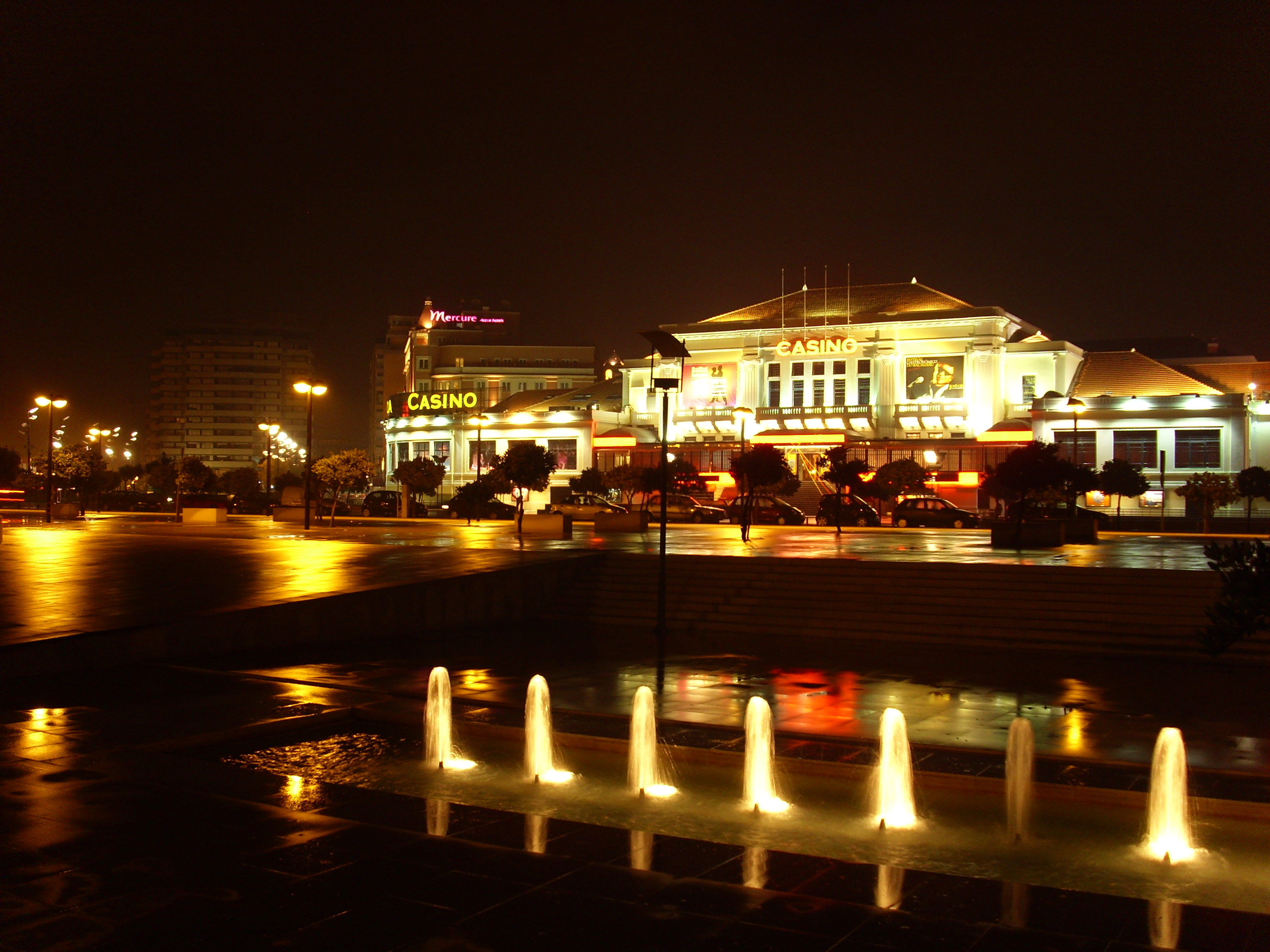
Casino de Póvoa de Varzim.

El Casino de Póvoa de Varzim (Casino da Póvoa) es un casino de los años 30 de estilo neoclásico situado en la localidad de Póvoa de Varzim (Portugal). Allí, el juego y varios espectáculos tienen lugar durante todo el año. Lo administra la empresa Varzim-Sol y pertenece al mismo grupo del Casino Estoril (Estoril-Sol).